# ММ-60 «Сапфир»
ММ-60 «Сапфир» — белорусский реактивный одноразовый гранатомётный комплекс, разработанный компанией «Белспецвнештехника».

## История

### Предшествующие разработки
Разработка отечественного гранатомёта в Белоруссии началось в 2014 году. Тогда компания «Белспецвнештехника» на выставке «MILEX» представила первый прототип. Оружие представляло из себя незначительно доработанный 105-мм РПГ-32 с повышенной боевой эффективностью. Так, например, усилена граната с термобарической и кумулятивной головной частью на 15-20%, что привело к увеличению на 50 мм пробитие брони, подняв показатель до 800 мм (700 мм за динамической защитой). Выросла до 750 м и прицельная дальность гранатомёта, благодаря приросту до 170 м/с начальной скорости гранаты. Помимо 105-мм варианта «Белспецвнештехника» рассматривала разработки меньших калибров — 72 и 60 мм.
Во всех трёх проектах принимал непосредственное участие директор НПО «Базальт» Владимир Кореньков, который ранее занимался созданием российских РПГ-32 и РПГ-34. Из-за недостаточного интереса со стороны Минобороны РФ ему пришлось обратиться к белорусским компаниям. Именно гранатомёты 32 и 34 легли в основу первых белорусских проектов. Кореньков активно занимался научно-исследовательскими и опытно-конструкторскими работами в «Белспецвнештехнике».
Впоследствии компания отказалась от развития 105 и 72 мм проектов и сосредоточилась на 60 мм.

### Презентация и испытания
Впервые гранатомётный комплекс «Сапфир» в однозарядном исполнении под обозначением ММ-60 презентован белорусским ООО «БСВТ-ВВ», входящим в структуру ГВТУП «Белспецвнештехника», на проходившей в Минске в мае 2017 года 8-й международной выставке вооружения и военной техники MILEX-2017. Позднее оружие продемонстрировано в Бангкоке на выставке Defense & Security 2019 на объединённом стенде Государственного военно-промышленного комитета.
9 мая 2020 года «Сапфир» присутствовал на военном параде в Минске.
В сентябре 2021 года на 227-м общевойсковом полигоне под Борисовом прошли испытания гранатомёта. На проверку боевых возможностей приехал председатель госкомвоенпрома Дмитрий Пантус. Целью стала проверка заданных характеристик ММ-60 перед началом развертывания его серийного производства. Испытывалась в первую очередь внешняя баллистика корпуса гранаты. Для проведения эксперимента гранатомет «Сапфир» устанавливался на специальный станок. Наведение осуществлялось механическим способом.
В декабре на том же полигоне прошли ещё одни испытания. Было принято решение начать серийное производство «Сапфира» и поставки для белорусской армии.
В 2024 году «Сапфир» принят на вооружение.

## Описание
61-мм гранатомёт имеет вес 4 кг, при длине 750 мм. Эффективная дальность стрельбы составляет 500 м, а максимальная — 1000. Оружие можно использовать для стрельбы из закрытых помещений. Боевая часть многоцелевая (кумулятивная, фугасная, осколочная). Корпуса гранаты и тпк изготавливаются из угле- и стеклопластиковых материалов. Двигатель высокоэнергетический с минимальной сменой тяги. Предусмотрены возможность компоновки изделия в кластер, прибор управления огнём (это минимализирует человеческий фактор), одиночный и залповый режим ведения огня, а также защита от несанкционированного использования.
ММ-60 является лёгким реактивным гранатомётом с неуправляемой гранатой, оснащённой многоцелевой боевой частью и цифровым прибором управления огнём. Последний существенно повышает точность ведения огня и снижает стоимость используемого боеприпаса. Комплекс призван бороться с современными ОБТ, бронированными (как лёгко-, так и тяжело-) и небронированными целями, живой силы противника в бункерах, дзотах, лёгких укрытиях полевого типа, сооружениях городского и сельского типов. Габариты и масса «Сапфира» позволяют военнослужащему легко перемещаться по ходам сообщения и грузиться в любые боевые транспортные средства.